# NGC 6874
NGC 6874 (również OCL 157.1 lub Basel 6) – gromada otwarta znajdująca się w gwiazdozbiorze Łabędzia. Odkrył ją William Herschel 15 września 1792 roku. Pozycje OCL 157.1 podawane przez katalogi różnią się od pozycji NGC 6874 o kilka minut kątowych.